# Economía de las Islas Feroe
Después de los severos problemas económicos a principios de la década de 1990, derivados de un descenso de la capturas pesqueras y una pobre gestión de la economía, las Islas Feroe han vuelto en los últimos años, con un desempleo inferior al 5% a mediados de 1998, y manteniéndose por debajo del 3% desde 2006, a uno de los niveles más bajos de Europa. Sin embargo, la casi total dependencia del sector pesquero significa que la economía permanece extremadamente vulnerable. Los feroeses esperan ampliar su base económica con la construcción de nuevas plantas de procesamiento de pescado. El petróleo encontrado cerca de las Islas Feroe da esperanza de hallar nuevos yacimientos en el área inmediata, que pueda sentar las bases a un crecimiento económico sostenido. También son importantes las subvenciones anuales provenientes de Dinamarca, que alcanzan el 6% del PIB.
Desde 2000, nueva información tecnológica y proyectos empresariales se han promovido en las Islas Feroe para atraer nuevas inversiones. Es resultado de estos proyecto todavía no se conoce pero se espera que traiga un desarrollo de la economía de mercado a las Islas Feroe.
Las Feroe tiene uno de los niveles más bajos de desempleo en Europa, pero esto no es necesariamente un signo de una economía recuperada, ya que muchos estudiantes deben trasladarse a Dinamarca u otros países una vez terminada la escuela secundaria. Esto puede dejar sectores de población de mediana o tercera edad con falta de destrezas o conocimientos para alcanzar posiciones que requieran el manejo de las tecnologías de la información.

## Otras estadísticas
|    | Exportaciones     | Importaciones    |
| -- | ----------------- | ---------------- |
| 1. | Reino Unido 24,0% | Dinamarca 29,9%  |
| 2. | Noruega 13,6%     | Noruega 18,5%    |
| 3. | Dinamarca 12,8%   | Alemania 7,9%    |
| 4. | España 8,5%       | Suecia 6,6%      |
| 5. | Francia 7,4%      | Reino Unido 4,6% |
| 6. | Alemania 5,3%     | China 3,6%       |

Producción de electricidad:
269 GWh (2008)
Electricidad - producción por fuente:

combustibles fósiles:
55,5%

hidroeléctrica:
38,7%

nuclear:
0%  

otras:
5,8% (2008)
Electricidad - consumo:
173 GWh (1998)
Electricidad - exportación:
0 kWh (2008)
Electricidad - importación:
0 kWh (2008)
Agricultura - productos:
leche, patatas, verduras; ovino; salmón, otro pescado
Moneda:
1 Corona danesa (DKr) = 100 oere
Cambio de moneda:
Corona danesa (DKr) por US$1 - 5,560 (2008), 7,336 (enero de 2000), 6,976 (1999), 6,701 (1998), 6,604 (1997), 5,799 (1996), 5,602 (1995)

## Otras lecturas
- Apostle, Richard A. The Restructuration of the Faroese Economy The Significance of the Inner Periphery. Frederiksberg, Denmark: Samfundslitteratur, 2002. ISBN 87-593-0891-5
- Elkjær-Hansen, Niels. The Faroe Islands Scenery, Culture, and Economy. Copenhague: Royal Danish Ministry of Foreign Affairs, 1959.
- Hagstova.fo